# IC 1513
IC 1513 ist eine Spiralgalaxie vom Hubble-Typ Sbc im Sternbild Pegasus nördlich des Himmelsäquators. Sie ist schätzungsweise 291 Millionen Lichtjahre von der Milchstraße entfernt.
Das Objekt wurde am 28. November 1893 vom französischen Astronomen Stéphane Javelle entdeckt.